# برد بیر
برد بیر (انگلیسی: Brad Beyer؛ زادهٔ ۲۰ سپتامبر ۱۹۷۳) بازیگر اهل ایالات متحده آمریکا است. وی از سال ۱۹۹۶ میلادی تاکنون مشغول فعالیت بوده‌است. .

## گزیده فیلمشناسی
از فیلم‌ها یا برنامه‌های تلویزیونی که وی در آن نقش داشته‌است می‌توان به آثار زیر اشاره کرد.
- سرزمین پلیس (۱۹۹۷)
- دختر ژنرال (فیلم) (۱۹۹۹)
- دیوانه در آلاباما (۱۹۹۹)
- ترفند (۱۹۹۹)
- سکس و شهر (۲۰۰۰)
- خواهری پسران (۲۰۰۲)
- دیدبان سوم (۲۰۰۱–۲۰۰۲)
- سی‌اس‌آی: میامی (۲۰۰۴)
- جریکو (مجموعه تلویزیونی) (۲۰۰۶–۲۰۰۸)
- ذهن‌های مجرم (۲۰۰۸)
- به من دروغ بگو (۲۰۰۹)
- سی‌اس‌آی: نیویورک (۲۰۱۰)
- ان‌سی‌آی‌اس: لس آنجلس (۲۰۱۱)
- منتالیست (۲۰۱۲)
- ان‌سی‌آی‌اس (۲۰۱۲)
- ۴۲ (فیلم) (۲۰۱۳)
- ادراک (مجموعه تلویزیونی) (۲۰۱۴)
- دارای هستی (مجموعه تلویزیونی) (۲۰۱۴)
- تشکر به خاطر خدمت‌تان (۲۰۱۷)